# 青春的忏悔
《青春的忏悔》是针对青少年预防艾滋病而拍摄的电影，具有真实的背景。影片男主人公黄山是一名在中国北京读书的在校大学生，在酒店实习期间与经理张力发生性关系，因为性传播感染了艾滋病毒。